# توماس بومان
توماس بومان (بالإنجليزية: Thomas Bowman)‏ هو عالم عقيدة وشماس أمريكي، ولد في 1817 في بيرويك في الولايات المتحدة، وتوفي في 1914.